# Trifosfat de timidina
El trifosfat de timidina és un mononucleòtid format per l'esterificació d'una molècula timidina i tres molècules d'àcid fosfòric que participa en la síntesi de l'ADN. La seva fórmula és C10H17N₂O14P3 de vegades anomenat TTP, segons el seu nom anglès Thymidine triphosphate.
Pot ser usat per l'enzim ligasa d'ADN per crear proturberàncies on s'acostin els plàsmids.